# K-1 (vzducholoď)
K-1 byla experimentální neztužená vzducholoď amerického námořnictva, postavená v roce 1931. 
Zvláštností (a důvodem k experimentu) byl pohon  plynovou směsí, nesenou ve zvláštním balonetu o objemu 1470 m³ uvnitř trupu. Podobné řešení zvolili i Němci u své vzducholodi Graf Zeppelin. I přes nesporné úspěchy nebylo toto řešení ale dále používáno.
Vzducholoď, vyprojektovaná v roce 1929 a spolehlivě létala od roku 1931 až do září 1940. Poté sloužila ještě pro cvičení a testy kotevních stožárů a zrušena byla v říjnu 1941.
Vzducholoď K-1 měla objem 9100 m³, pohon obstarávaly dva motory Wright po 400 HP v samostatných gondolách. 
Zvláštností bylo zavěšení kabiny pomocí lan na okách připevněných na obal uvnitř trupu (vnitřní zavěšení). Kabina umožňovala desetičlenné osádce i spánek na lůžkách, protože vzducholoď byla plánována na lety trvající desítky hodin.